# Liste der Nummer-eins-Hits in den Cash Box Charts (1962)
Diese Liste enthält alle Nummer-eins-Hits in den amerikanischen Cash Box Charts im Jahr 1962. Es gab in diesem Jahr 19 Nummer-eins-Singles.
| Singles |
| --- |
| - The Tokens – The Lion Sleeps Tonight - 4 Wochen (9. Dezember 1961 – 5. Januar 1962) - Chubby Checker – The Twist - 4 Wochen (6. Januar – 2. Februar, insgesamt 8 Wochen; → 1960) - Gene Chandler – Duke Of Earl - 5 Wochen (3. Februar – 9. März) - Bruce Channel – Hey! Baby - 4 Wochen (10. März – 6. April) - Chubby Checker with Dee Dee Sharp – Slow Twistin' - 1 Woche (7. April – 13. April) - Elvis Presley – Good Luck Charm - 1 Woche (14. April – 20. April) - Shelley Fabares – Johnny Angel - 1 Woche (21. April – 27. April) - Dee Dee Sharp – Mashed Potato Time - 1 Woche (28. April – 4. Mai) - The Shirelles – Soldier Boy - 2 Wochen (5. Mai – 18. Mai) - Mr. Acker Bilk – Stranger on the Shore - 1 Woche (19. Mai – 25. Mai) - Ray Charles – I Can't Stop Loving You - 5 Wochen (26. Mai – 29. Juni) - David Rose & Orchestra – The Stripper - 2 Wochen (30. Juni – 13. Juli) - Bobby Vinton – Roses Are Red (My Love) - 4 Wochen (14. Juli – 10. August) - Neil Sedaka – Breaking Up Is Hard To Do - 1 Woche (11. August – 17. August) - Little Eva – The Loco-Motion - 3 Wochen (18. August – 7. September) - The Four Seasons – Sherry - 6 Wochen (8. September – 19. Oktober) - Bobby "Boris" Pickett & The Crypt Kickers – Monster Mash - 3 Wochen (20. Oktober – 9. November) - The Four Seasons – Big Girls Don't Cry - 5 Wochen (10. November – 14. Dezember) - Elvis Presley – Return to Sender - 1 Woche (15. Dezember – 21. Dezember) - Chubby Checker – Limbo Rock - 1 Woche (22. Dezember – 28. Dezember) - The Tornados – Telstar - 3 Wochen (29. Dezember 1962 – 18. Januar 1963) |